# Maura Forte
Maura Forte (Villata, 1º novembre 1959) è una politica italiana, sindaca di Vercelli dal 2014 al 2019.

## Biografia
Nata a Villata nel 1959, ha compiuto gli studi superiori all'Istituto agrario di Vercelli e si è poi laureata in scienze biologiche all'università di Pavia. Dopo la laurea ha svolto l'attività di imprenditrice occupandosi di un'azienda produttrice di emoderivati, e a partire dal 1994 ha insegnato chimica al liceo scientifico Avogadro di Vercelli, del quale fu anche vice-preside.
Nel 1999 ha iniziato la sua carriera politica, risultando eletta in consiglio comunale durante il secondo mandato di Gabriele Bagnasco. Nel 2004 ha conseguito un master di secondo livello in scienze della formazione all'università di Firenze, e in quell'anno è nuovamente eletta consigliera, sedendo tra i banchi della minoranza per due mandati. Aderisce al Partito Democratico sin dalla sua fondazione nel 2007 e dal 2010 ricopre il ruolo di segretario provinciale del partito. Eletta alle elezioni provinciali di Vercelli del 2011, ha rassegnato le dimissioni nel gennaio 2013.
Alle elezioni amministrative del 2014 si è candidata a sindaco di Vercelli, sostenuta da una coalizione di centro-sinistra costituita da Partito Democratico, Scelta Civica e liste civiche. Al secondo turno dell'8 giugno ha avuto la meglio sul candidato del centro-destra Enrico Demaria, ottenendo il 67% dei voti.
Nel dicembre 2018 ha annunciato la propria ricandidatura per un secondo mandato in vista delle elezioni amministrative del 2019, dove però perde al ballottaggio contro l'ex sindaco e suo predecessore Andrea Corsaro.